# Coppa del Mondo di sci di fondo 1990
La Coppa del Mondo di sci di fondo 1990 fu la nona edizione della manifestazione organizzata dalla Federazione Internazionale Sci; ebbe inizio a Salt Lake City, negli Stati Uniti, e si concluse a Vang, in Norvegia.
La stagione maschile ebbe inizio il 9 dicembre 1989 e si concluse il 17 marzo 1990. Furono disputate 11 gare individuali (5 a tecnica classica, 5 a tecnica libera, 1 a inseguimento) e 6 staffette, in 11 diverse località. Il norvegese Vegard Ulvang si aggiudicò la coppa di cristallo, il trofeo assegnato al vincitore della classifica generale. Non vennero stilate classifiche di specialità; Gunde Svan era il detentore uscente della Coppa generale.
La stagione femminile ebbe inizio il 9 dicembre 1989 e si concluse il 17 marzo 1990. Furono disputate 11 gare individuali (5 a tecnica classica, 5 a tecnica libera, 1 a inseguimento) e 6 staffette, in 10 diverse località. La sovietica Larisa Lazutina si aggiudicò la coppa di cristallo. Non vennero stilate classifiche di specialità; Elena Välbe era la detentrice uscente della Coppa generale.

## Uomini

### Risultati
| Data             | Località       | Nazione          | Spec.      | Primo                | Secondo              | Terzo                |
| ---------------- | -------------- | ---------------- | ---------- | -------------------- | -------------------- | -------------------- |
| 9 dicembre 1989  | Salt Lake City | Stati Uniti      | 15 km TC   | Bjørn Dæhlie         | Vegard Ulvang        | Jochen Behle         |
| 10 dicembre 1989 | Salt Lake City | Stati Uniti      | 4x10 km    | dati non disponibili | dati non disponibili | dati non disponibili |
| 16 dicembre 1989 | Calgary        | Canada           | 15 km TL   | Christer Majbäck     | Bjørn Dæhlie         | Markus Gandler       |
| 17 dicembre 1989 | Calgary        | Canada           | 50 km TC   | Jochen Behle         | Igor' Badamšin       | Maurilio De Zolt     |
| 13 gennaio 1990  | Mosca          | Unione Sovietica | 30 km TL   | Gunde Svan           | Vegard Ulvang        | Torgny Mogren        |
| 17 febbraio 1990 | Campra         | Svizzera         | 15 km TL   | Bjørn Dæhlie         | Vegard Ulvang        | Torgny Mogren        |
| 21 febbraio 1990 | Val di Fiemme  | Italia           | 30 km TC   | Gunde Svan           | Vegard Ulvang        | Bjørn Dæhlie         |
| 22 febbraio 1990 | Val di Fiemme  | Italia           | 4x10 km    | dati non disponibili | dati non disponibili | dati non disponibili |
| 25 febbraio 1990 | Reit im Winkl  | Germania Ovest   | 30 km TL   | Vladimir Smirnov     | Torgny Mogren        | Jochen Behle         |
| 1º marzo 1990    | Lahti          | Finlandia        | 4x10 km TL | dati non disponibili | dati non disponibili | dati non disponibili |
| 3 marzo 1990     | Lahti          | Finlandia        | 30 km PU   | Bjørn Dæhlie         | Vegard Ulvang        | Lars Håland          |
| 6 marzo 1990     | Trondheim      | Norvegia         | 15 km TC   | Aleksej Prokurorov   | Gunde Svan           | Christer Majbäck     |
| 10 marzo 1990    | Örnsköldsvik   | Svezia           | 30 km TC   | Terje Langli         | Harri Kirvesniemi    | Vladimir Smirnov     |
| 11 marzo 1990    | Örnsköldsvik   | Svezia           | 4x10 km    | dati non disponibili | dati non disponibili | dati non disponibili |
| 16 marzo 1990    | Oslo           | Norvegia         | 4x10 km TC | dati non disponibili | dati non disponibili | dati non disponibili |
| 16 marzo 1990    | Vang           | Norvegia         | 4x10 km TC | dati non disponibili | dati non disponibili | dati non disponibili |
| 17 marzo 1990    | Vang           | Norvegia         | 50 km TL   | Gunde Svan           | Torgny Mogren        | Alfred Runggaldier   |

Legenda:

TC = tecnica classica

TL = tecnica libera

PU = inseguimento

### Classifiche

#### Generale
| Pos. | Nome             | Nazione          | Punti |
| ---- | ---------------- | ---------------- | ----- |
| 1    | Vegard Ulvang    | Norvegia         | 145   |
| 2    | Gunde Svan       | Svezia           | 144   |
| 3    | Bjørn Dæhlie     | Norvegia         | 118   |
| 4    | Jochen Behle     | Germania Ovest   | 88    |
| 5    | Christer Majbäck | Svezia           | 86    |
| 6    | Torgny Mogren    | Svezia           | 78    |
| 7    | Vladimir Smirnov | Unione Sovietica | 74    |
| 8    | Terje Langli     | Norvegia         | 52    |
| 9    | Jan Ottosson     | Svezia           | 48    |
| 10   | Lars Håland      | Svezia           | 43    |

## Donne

### Risultati
| Data             | Località       | Nazione          | Spec.     | Prima                | Seconda              | Terza                |
| ---------------- | -------------- | ---------------- | --------- | -------------------- | -------------------- | -------------------- |
| 9 dicembre 1989  | Salt Lake City | Stati Uniti      | 5 km TC   | Jaana Savolainen     | Tuulikki Pyykkönen   | Svetlana Nagejkina   |
| 10 dicembre 1989 | Salt Lake City | Stati Uniti      | 15 km TL  | Stefania Belmondo    | Larisa Lazutina      | Elena Välbe          |
| 15 dicembre 1989 | Calgary        | Canada           | 15 km TC  | Larisa Lazutina      | Trude Dybendahl      | Svetlana Nagejkina   |
| 17 dicembre 1989 | Calgary        | Canada           | 4x5 km    | dati non disponibili | dati non disponibili | dati non disponibili |
| 13 gennaio 1990  | Mosca          | Unione Sovietica | 4x5 km TL | dati non disponibili | dati non disponibili | dati non disponibili |
| 14 gennaio 1990  | Mosca          | Unione Sovietica | 7,5 km TC | Trude Dybendahl      | Raisa Smetanina      | Larisa Lazutina      |
| 18 febbraio 1990 | Pontresina     | Svizzera         | 15 km TL  | Manuela Di Centa     | Elena Välbe          | Larisa Lazutina      |
| 20 febbraio 1990 | Val di Fiemme  | Italia           | 10 km TL  | Elena Välbe          | Ljubov' Egorova      | Svetlana Nagejkina   |
| 22 febbraio 1990 | Val di Fiemme  | Italia           | 4x5 km    | dati non disponibili | dati non disponibili | dati non disponibili |
| 24 febbraio 1990 | Bohinj         | Jugoslavia       | 4x5 km    | dati non disponibili | dati non disponibili | dati non disponibili |
| 25 febbraio 1990 | Bohinj         | Jugoslavia       | 10 km TC  | Svetlana Nagejkina   | Ljubov' Egorova      | Trude Dybendahl      |
| 2 marzo 1990     | Lahti          | Finlandia        | 5 km TL   | Elena Välbe          | Svetlana Nagejkina   | Larisa Lazutina      |
| 4 marzo 1990     | Lahti          | Finlandia        | 4x5 km TL | dati non disponibili | dati non disponibili | dati non disponibili |
| 7 marzo 1990     | Sollefteå      | Svezia           | 30 km TL  | Manuela Di Centa     | Gabriele Heß         | Elena Välbe          |
| 10 marzo 1990    | Örnsköldsvik   | Svezia           | 10 km TC  | Trude Dybendahl      | Manuela Di Centa     | Larisa Lazutina      |
| 11 marzo 1990    | Örnsköldsvik   | Svezia           | 4x5 km    | dati non disponibili | dati non disponibili | dati non disponibili |
| 17 marzo 1990    | Vang           | Norvegia         | 20 km PU  | Trude Dybendahl      | Larisa Lazutina      | Ljubov' Egorova      |

Legenda:

TC = tecnica classica

TL = tecnica libera

PU = inseguimento

### Classifiche

#### Generale
| Pos. | Nome               | Nazione          | Punti |
| ---- | ------------------ | ---------------- | ----- |
| 1    | Larisa Lazutina    | Unione Sovietica | 146   |
| 2    | Elena Välbe        | Unione Sovietica | 137   |
| 3    | Trude Dybendahl    | Norvegia         | 136   |
| 4    | Svetlana Nagejkina | Unione Sovietica | 134   |
| 5    | Manuela Di Centa   | Italia           | 126   |
| 6    | Ljubov' Egorova    | Unione Sovietica | 94    |
| 7    | Tamara Tichonova   | Unione Sovietica | 76    |
| 8    | Stefania Belmondo  | Italia           | 66    |
| 9    | Jaana Savolainen   | Finlandia        | 52    |
| 10   | Tuulikki Pyykkönen | Finlandia        | 47    |